# Alfredo del Mazo Maza
Alfredo Del Mazo Maza (Toluca, Estado de México; 5 de diciembre de 1975) es un administrador y político mexicano. Fue gobernador del Estado de México entre 2017 y 2023, siendo el último gobernador emanado del Partido Revolucionario Institucional en ocupar la gubernatura de dicha entidad de manera ininterrumpida por noventa y cuatro años. 
Como parte de la administración pública ha ejercido los cargos de presidente municipal de Huixquilucan de 2009 a 2012 y director del Banco Nacional de Obras y Servicios Públicos de 2012 a 2015.

## Biografía

### Familia y primeros años
Alfredo Del Mazo Maza es licenciado en Administración de Empresas por el Instituto Tecnológico Autónomo de México y tiene un posgrado en Administración y Finanzas en la Universidad de Harvard. Es hijo de Alfredo del Mazo González, además primo de Enrique Peña Nieto y nieto de Alfredo del Mazo Vélez. Tanto su padre como su abuelo fueron gobernadores del Estado de México y precandidatos presidenciales del PRI, por lo que él es la tercera generación de la dinastía Del Mazo en asumir el gobierno, su primo también fue gobernador del estado y presidente de la república. Tal asociación ha sido representada por un parte de la prensa con el denominado Grupo Atlacomulco.
Sus primeras actividades profesionales se dieron en la iniciativa privada, en particular en Banco Azteca y Grupo Financiero Serfin. Posteriormente se incorporó al Servicio Público, su primer cargo fue en la Gerencia de Financiamientos y Análisis de Mercados de Petróleos Mexicanos.

## Carrera política

### Cargos públicos iniciales
Al inicio de la gestión de Enrique Peña Nieto como Gobernador del Estado de México, en septiembre de 2005, Del Mazo fue designado como director general de Fomento a la Micro y Pequeña Empresa, dependencia que dio origen a la fundación del Instituto Mexiquense del Emprendedor (IME), siendo el primer proyecto a nivel nacional con una política pública focalizada en el apoyo a emprendedores, micro, pequeñas y medianas empresas.
El 18 de mayo de 2008, Enrique Peña Nieto nombró a Del Mazo como Secretario de Turismo del Estado. Durante su administración, Alfredo Del Mazo consolidó el Programa Pueblos con Encanto del Bicentenario; y, en coordinación con el Gobierno Federal, el Programa de Pueblos Mágicos.  
Del Mazo dejó el cargo de Secretario de Turismo el 1 de marzo de 2009 para competir por la candidatura interna del Partido Revolucionario Institucional a la presidencia municipal de Huixquilucan. El 5 de julio de ese mismo año resultó ganador en las elecciones e inició el encargo el 18 de agosto de 2009 hasta 2012.

### Presidencia municipal de Huixquilucan
Del 18 de agosto de 2009 al 6 de diciembre de 2012, Del Mazo fue presidente municipal de Huixquilucan.

### Dirección de Banobras
Al final de la administración municipal y con el triunfo electoral del PRI para la Presidencia de la República, nuevamente es invitado por Enrique Peña Nieto para colaborar en su gabinete. El 7 de diciembre de 2012 es designado como director general del Banco Nacional de Obras y Servicios Públicos (BANOBRAS). 
Durante su gestión en el banco, contribuyó al apoyo de 72 de los 122 municipios de Chiapas con más de mil 600 millones de pesos en créditos, para realización de obras que requería la comunidad.
Las obras se financiaron a través del programa Banobras-Fais, el cual como objetivo principal era impulsar el financiamiento municipal y que las localidades con un alto nivel de marginación puedan ofrecer a sus habitantes mejores niveles de vida.
El 6 de enero de 2015, Alfredo Del Mazo deja su cargo como director general de Banobras para registrarse como precandidato a la diputación federal por el Distrito 18 del Estado de México. El 7 de junio de 2015, como candidato del Partido Revolucionario Institucional, obtiene el triunfo por mayoría relativa, y el 11 de junio le fue otorgada la constancia de mayoría que lo acreditaba como diputado Federal electo para formar parte de la LXIII legislatura en el periodo 2015-2018.

### Diputación federal
De septiembre de 2015 al 26 de enero de 2017 se desempeñó como diputado Federal del PRI por el Distrito 18 del Estado de México. Durante este periodo estuvo al frente de la coordinación de la fracción parlamentaria del PRI del Estado de México. Así mismo, este periodo estuvo al frente de la Comisión de Infraestructura y la Comisión de Presupuesto y Cuenta Pública.

### Candidato a la gubernatura del Estado de México en 2017
El 29 de marzo de 2017, se registró ante el Instituto Electoral del Estado de México como candidato a la gubernatura del Estado de México por parte del PRI. 
El 8 de agosto del mismo año recibió la constancia de mayoría y nombramiento como gobernador electo.

### Gobernador del Estado de México (2017-2023)
Del Mazo tomó posesión como gobernador del Estado de México el 15 de septiembre de 2017 y asumió las funciones a partir del primer minuto del 16 de septiembre.
Durante su administración como Gobernador del Estado de México, se creó el programa social “Salario Rosa”.